# Redykołka

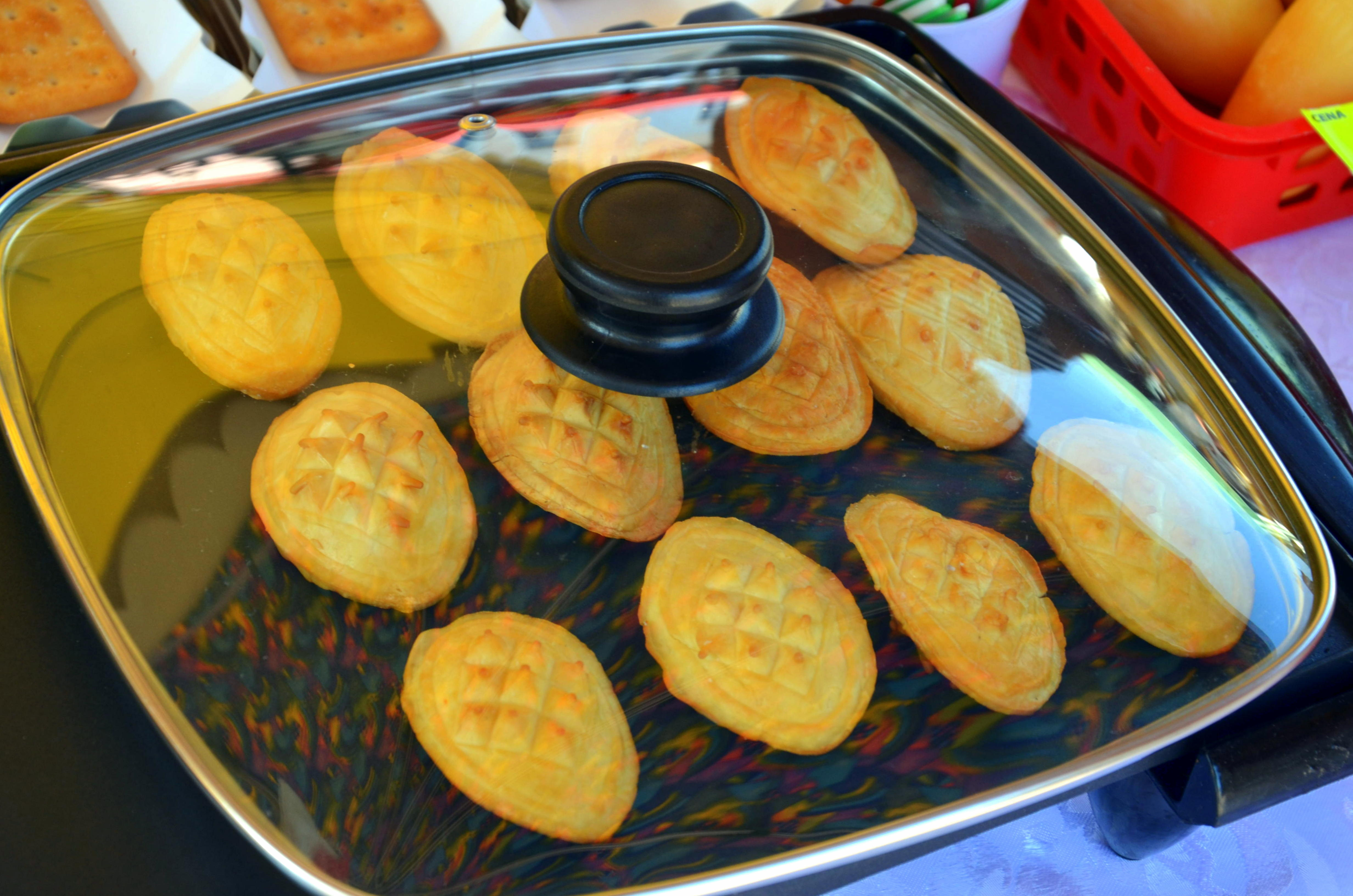
Redykolki

Der Redykołka ist ein polnischer halbfetter und halbfester Schnittkäse in Form eines Tieres, eines Herzens oder einer Spindel.

## Herstellung
Der mit bis zu 40 % Kuhmilch verschnittene Schafsmilchkäse wird drei bis sieben Stunden lang geräuchert. Sein Fettgehalt beträgt mindestens 38 % F.i.Tr. bei einer 44%igen Trockenmasse. Es ist seit dem 1. Dezember 2009 ein Produkt mit geschützter Ursprungsbezeichnung.

## Ursprung
Der erstmals 1416 erwähnte Käse hat seinen Namen vom Abtrieb („redykanie“) der Schafherden, bei denen er kostenlos verteilt wurde. Die erste Vorschrift zur Herstellung stammt von 1748.
Bis heute wird er bei verschiedenen Gelegenheiten als Geschenk überreicht.